# 懶爪龍屬
懶爪龍屬又名偽君龍，是種鐮刀龍類恐龍；鐮刀龍類是群奇特的獸腳亞目恐龍，擁有缺乏牙齒的喙狀嘴、類似鳥類的骨盆結構（也類似鳥臀目）、腳掌有4個往前的腳趾。
懶爪龍的模式種是麦氏懶爪龍（N. mckinleyi），由詹姆斯·柯克蘭（James Kirkland）與Douglas G. Wolfe在2001年所敘述、命名，化石是在新墨西哥接近亞利桑那州邊界的祖尼盆地所發現，該地屬於莫瑞诺山组（Moreno Hill）組，地質年代為白堊紀晚期的土侖階中期。第二個種是葛氏懶爪龍（N. graffami） ，是在2009年被敘述、命名，化石發現於猶他州的Tropic Shale組，年代為土侖階早期，比麦氏懶爪龍早了100萬到50萬年。
懶爪龍的屬名在希臘文意為「類似樹懶的指爪」，因為這種動物讓柯克蘭聯想起巨大的地懶。

## 敘述

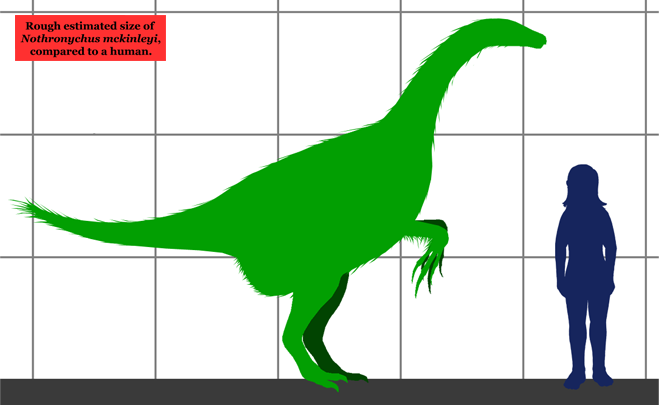
懶爪龍與人類體型比較。

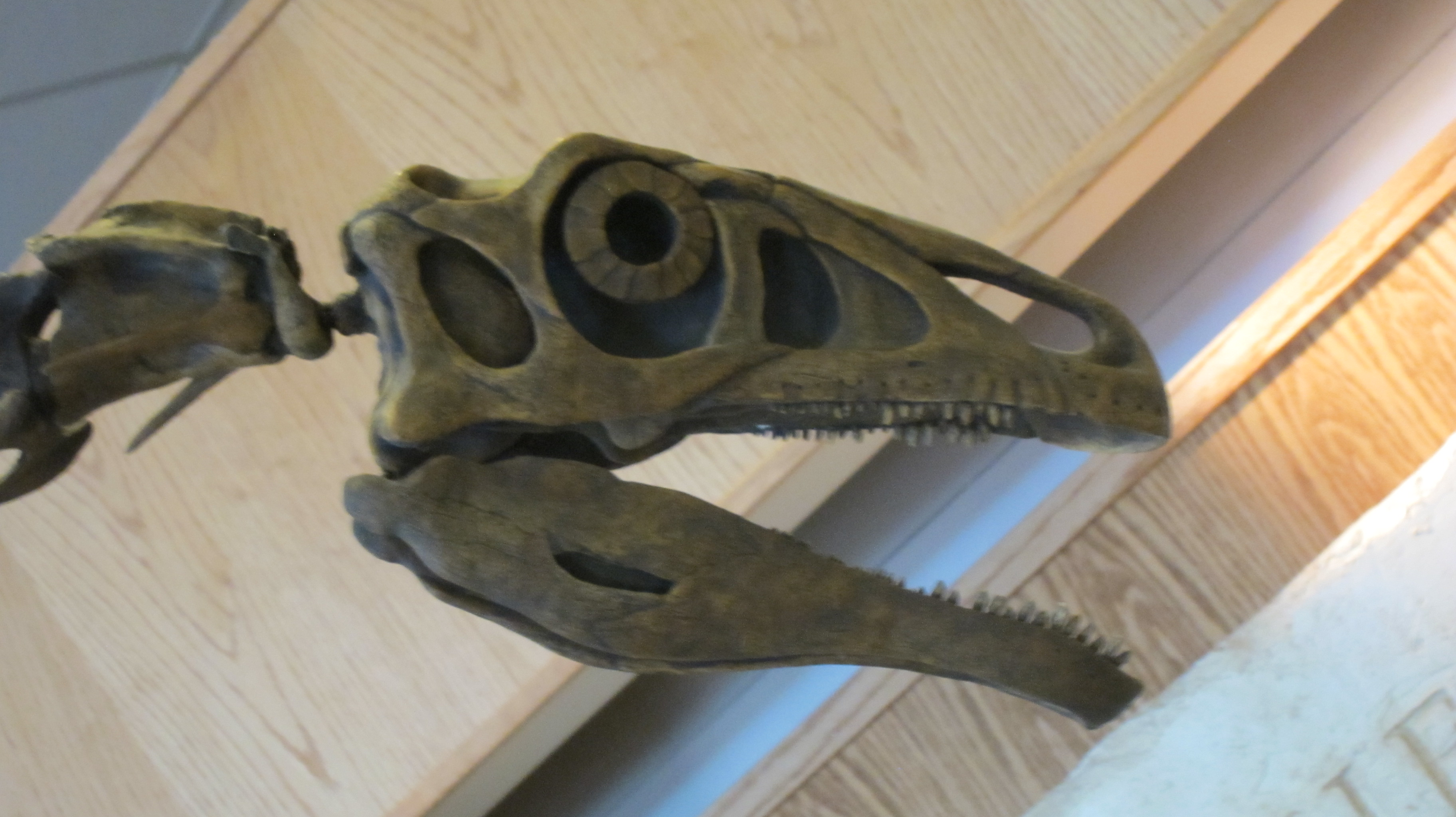
葛氏懶爪龍的骨架模型（頭部特寫）

懶爪龍屬於獸腳亞目的虛骨龍類，但並非是類似暴龍的肉食性恐龍；而懶爪龍與牠們的近親演化成為草食性。懶爪龍是種二足恐龍，並以比牠們的肉食性祖先還要直立的姿勢來行走。懶爪龍身長約4.5到6公尺，高度為3到3.6公尺，重量約一公噸。
一個由兩個獨立標本組合而成的骨骼重建，已完成40%到50%，可讓科學家們描述懶爪龍的特徵。小型頭部，擁有許多葉狀牙齒，適合切碎植被。頸部長而細。手臂長，手部靈巧，手指上有10公分長的彎曲指爪。腹部相當大。後肢結實。相當短的尾巴。麦氏懶爪龍與葛氏懶爪龍的差異在於，前者的體型較瘦小、尺骨較彎、以及一些脊椎的特徵。
懶爪龍是北美洲第一個發現的鐮刀龍類，之前發現的鐮刀龍類都是來自於中國與蒙古。懶爪龍的體型比死神龍與慢龍還大，但在某些層面則比這些亞洲近親還要原始。在2005年的猶他州，則發現了一個較早期的相關物種猶他鑄鐮龍。
外表類似樹懶的懶爪龍生存於中白堊紀，約9000萬年前；牠們生存於似沼澤的森林，類似路易斯安那州的河流出海口。這個時代的地球氣候非常溫暖，而海平面比現在高約300公尺，而乾燥土地明顯地減少許多。這個時期幾乎沒有發現任何恐龍化石，尤其是北美洲，這使得懶爪龍與相關發現變的非常重要。
懶爪龍的亞洲近親擁有類似鳥類的特徵，而且化石中保存了羽毛壓痕，這顯示懶爪龍可能也覆蓋者絨毛狀羽毛，使牠們看起來類似食火雞。目前並沒有在懶爪龍的化石上發現羽毛壓痕，可能因為牠們所處環境的沉積層無法保存脆弱的羽毛。

## 發現與種
懶爪龍的第一個化石，是一個腸骨，發現於新墨西哥州的祖尼盆地，當時被誤認為是祖尼角龍的部分頭盾。研究人員後來發現這是鐮刀龍類的化石，並在當地發現更多相關化石。在2001年6月19日，亞利桑那共和報（Arizona Republic）首次宣佈懶爪龍的發現與名稱。但直到2001年8月22日，懶爪龍才被正式敘述於科學期刊《Journal of Vertebrate Paleontology》上，由古生物學家詹姆斯·柯克蘭（James Kirkland）與Douglas G. Wolfe所敘述、命名，模式種是麦氏懶爪龍（N. mckinleyi），种名是为了致敬化石发现地的主人鲍比·麦金利。
懶爪龍的第二副標本，是一個腳趾骨頭，是在1999年由一位居民發現於猶他州的Tropic Shale組。在白堊紀晚期，該地區屬於西部內陸海道，因此形成了大範圍的海相沉積層。北亞歷桑納博物館曾在當地進行多次挖掘活動，挖出豐富的海生爬行動物化石，尤其是蛇頸龍類。這個鐮刀龍類化石的發現地點，在白堊紀晚期距離海岸約100公里。之後，北亞歷桑納博物館在當地發現了更多相關化石。研究人員發現，這個猶他州標本相當類似麦氏懶爪龍，但體型較大，年代較古老。在2002年的美國洛磯山脈地質學會的兩次會議上，首次討論了猶他州標本。在2007年的亞利桑那地質學會，這個標本被判定是懶爪龍的新種，但沒有命名。在2009年7月15日的《皇家學會學報》B輯（Proceedings of the Royal Society B），正式發表新種的研究與名稱，名為葛氏懶爪龍（N. graffami） ，種名是紀念化石發現者Merle Graffam。

## 大眾文化
- 在探索頻道的電視節目《恐龍紀元》（When Dinosaurs Roamed America）中，一隻懶爪龍砍傷一隻攻擊中的郊狼暴龍。目前有一個葛氏懶爪龍的骨骼模型，在北亞歷桑納博物館展出中[3]。
- 在BBC的電視節目《恐龍星球》中，出現過懶爪龍與郊狼暴龍肉搏的場景。